# アナキスト社会革命戦線
アナキスト社会革命戦線（あなきすと・しゃかいかくめいせんせん）は、関西のアナキスト組織。機関誌『社会革命』。
アナキスト革命連合（1969年結成）が、1970年に分裂、解体した時、分裂した一派(通称・アナ革連事務局派)が後に結成したもの。アナキスト革命連合が、どちらかといえば運動志向の強い「ブント的アナキスト」とするならば、アナキスト社会革命戦線は理論志向が強く、「革マル的アナキスト」と批判されがちだった。